# Poco’s Udon World
Poco's Udon World (яп. うどんの国の金色毛鞠 Удон но куни но кинъиро кэмари, букв. «Золотистый комочек из страны удона») — манга Нодоки Синомару, выходившая с июня 2012 года по февраль 2019 года в журнале Monthly Comic @Bunch издательства Shinchosha. Аниме-адаптация манги от студии Liden Films выходила с октября по декабрь 2016 года.

## Сюжет
Тридцатилетний сын владельца ресторана удона Сота Тавара покинул родное захолустье префектуры Кагава, не желая работать в отцовском ресторанчике, и перебрался в Токио для работы веб-дизайнера. Однако после смерти отца Сота решает вернуться в городок, чтобы уладить дела, забрать свои вещи и закрыть ресторан. Посетив «Удон Тавары», он находит спящего в большом котле таинственного ребёнка, оказавшегося тануки-оборотнем. Сота поначалу испугался и не обрадовался своей находке, но позже, не долго думая, решает отложить работу, чтобы позаботиться о малыше, которому даёт имя Поко. Живя с Поко Сота понимает, каково это заботиться о ком-то и постепенно вспоминает что-то важное для себя в «стране удона».

## Персонажи
- Сота Тавара (яп. 俵 宗太 Тавара Со:та) — главный герой, 30-летний мужчина, работающий веб-дизайнером в Токио. В прошлом он покинул семейный ресторанчик удона, находящийся в префектуре Кагава, думая, что заниматься готовкой лапши скучно. Возвращается в родной город, чтобы забрать вещи из отцовского дома и ресторана. Там он неожиданно для себя находит маленького ребёнка, спящего внутри большого котла для лапши и узнаёт его секрет. По прошествии времени Сота называет мальчика Поко и принимает решение остаться в Кагаве, чтобы жить вместе с ним. Сота очень привязывается к ребёнку, и время, проведенное с ним, напоминает Соте о воспоминаниях из прошлого, что заставляет мужчину по другому взглянуть на текущий расклад вещей и на свою жизнь.

Сэйю: Юити Накамура.
- Поко (яп. ポコ) — маленький мальчик, которого Сота находит спящим в старом и большом котле для варки удона. Проснувшись пугается Соты и принимается бежать, прихватив мешок муки. Тем не менее, вскоре Поко привязывается к мужчине, который готовит для него лапшу, и живёт вместе с Сотой в его старом доме-ресторане в Кагаве. На самом деле является волшебным ёкаем-тануки, которого Сота спас ещё будучи старшеклассником от попадания под машину, повредив при этом ногу и ударившись головой. При помощи своей магии помогает Соте вспомнить события прошлого и время, проведённое в Кагаве и с отцом.

Сэйю: Сино Кокидо.
- Синобу Накадзима (яп. 中島 忍 Накадзима Синобу) — друг детства Соты и Ринко. Работает хирургом-ортопедом. Упертый холостяк, отказывается планировать свою семейную жизнь и решительно сосредоточен на карьере врача. Вначале, любил поиздеваться над Поко, однако быстро с ним подружился. Со слов Ринко, Синобу является для них с братом очень близким другом и членом семьи. Будучи старшеклассником, был влюблен в Ринко.

Сэйю: Томокадзу Сугита.
- Ринко Тавара (яп. 俵 凛子 Тавара Ринко) / Ринко Оиси (яп. 大石 凛子 О:иси Ринко) — старшая сестра Соты. Молодая замужняя женщина, очень ответственная, но с детства имеет проблемы с готовкой. Также она с детства очень привязана к брату и постоянно беспокоится за него, так как после смерти матери, забота о Соте перешла на неё. До встречи с Поко не особо хорошо ладила с детьми и сожалела о том, что не смогла подарить отцу внуков. Однако позже, вспомнив события прошлого, благодаря Поко, решает всё же стать хорошей мамой, как и хотела в детстве.

Сэйю: Май Накахара.
- Сюнсукэ Фудзияма (яп. 藤山 俊亮 Фудзияма Сюнсукэ) — священник местного храма. После того, как Поко, гонясь за Каэру оказывается у храма, Сюнсукэ рассказывает Соте о тануки и предупреждает о том, что, если ребёнок гуляет один в этом месте, ёкаи могут околдовать его. Очень интересуется тануки и скупает всё, что с ними связано. Старший брат Саэ и диджей на пол ставки.

Сэйю: Дзюн Фукуяма.
- Саэ Фудзияма (яп. 藤山 紗枝 Фудзияма Саэ) — младшая сестра Сюнсукэ, бывшая постоялица «Удона Тавары». Часто заходила в ресторанчик после работы. Была опечалена тем, что владелец ресторана умер, а Сота не собирался продолжать бизнес отца.

Сэйю: Кана Ханадзава.
- Май Манабэ (яп. 真鍋 舞 Манабэ Май) / Май Танака (яп. 田中 舞 Танака Май) — школьная подруга Соты и его первая любовь. После окончания старшей школы она вышла замуж, и теперь является матерью двоих детей, девочки Нодзоми и мальчика Эйтаро.

Сэйю: Юко Минагути.
- Нодзоми Танака (яп. 田中 のぞみ Танака Нодзоми) — дочь Май. Старшая сестра Эйтаро. Быстро подружилась с Поко.

Сэйю: Каэдэ Хондо.
- Фуми Ёсиока (яп. 喜岡 ふみ Ёсиока Фуми) — пожилая соседка Соты. Острая на язык, но в целом хорошая женщина. Поначалу критикует Соту после его возвращения в деревню, по ошибке приням Поко за его тайного внебрачного ребёнка. Выращивает арбузы.

Сэйю: Кудзира.
- Мать Накадзимы (яп. 中島の母 Накадзима но хаха) — заботливая женщина. Очень хочет, чтобы её сын наконец женился.

Сэйю: Акико Кимура.
- Отец Накадзимы (яп. 中島の父 Накадзима но тити) — хирург и директор местной больницы. Он оперировал Соту после травмы ноги. Часто спорит с сыном, который работает в другой больнице в Рицурине, что вызывает сомнения в том, унаследует ли Синобу его больницу.

Сэйю: Кацухиса Хоки.
- Горо Хамада (яп. 浜田 吾郎 Хамада Горо:), прозв. Дахама — босс Соты в «Team Satellite» — компании веб-дизайна в Токио. Впервые встречает Соту при посещении больницы, где тот, будучи подростком, лежал из-за травмы ноги. Увидев его энтузиазм при создании рыболовного сайта Накадзимы, Дахама приглашает его в Токио после выздоровления.

Сэйю: Такая Курода.
- Хироси Нагацума (яп. 永妻 宏司 Нагацума Хироси) — молодой коллега Соты в «Team Satellite». Хироси вызывает Соту обратно в Токио, в связи с проблемами в компании из-за крайних сроков проекта. Был расстроен увольнением Соты из компании, ради заботы о Поко, однако Сота обещал даже после увольнения помочь ему закончить проект.

Сэйю: Синносукэ Татибана.
- Манабу Саэки (яп. 冴木 学 Саэки Манабу) — президент «Team Planet» — рекламного агентства на острове Сёдо, с которым Соту познакомил Дахама, когда тот уволился из «Team Satellite» и стал фрилансером.

Сэйю: Косукэ Ториуми.
- Юкиэ Саэки (яп. 冴木 雪枝 Саэки Юкиэ) — работница «Team Planet» и жена Манабу.

Сэйю: Ю Симамура.
- Мать Соты (яп. 中島の母 Сота но хаха) — мать Соты и Ринко, умершая от болезни за 25 лет до основной истории.

Сэйю: Акико Кимура.
- Отец Соты (яп. 宗太の父 Сота но тити) — умерший владелец «Удона Тавары», отец Соты и Ринко.

Сэйю: Хироси Нака.
- Лягушка (яп. カエル Каэру) — лягушка, которая живёт рядом с «Удоном Тавары», и которую часто гоняет Поко.

Сэйю: Ю Кобаяси.
- Вице-губернатор (яп. 副知事 Фуку тидзи) — вице-губернатор и уроженец Кагавы. Показывает превью следующей серии аниме и некоторые факты о префектуре. Есть только в аниме.

Сэйю: Дзюн Канамэ.

### Гаогао-тян и Голубое небо
Популярное детское телешоу.
- Ипалнэмоани Гаогао/Гаогао-тян (яп. ガオガオちゃん Гаогао-тян) — космический пришелец из туманности M 87, помешанный на желании захватить Землю, но, потерпев крушение на планете, вскоре полюбил её. Гаогао-тян — любимый телевизионный персонаж Поко.

Сэйю: Такая Курода.
- Мими (яп. ミミ) и Момо (яп. モモ) — сестры-двойняшки. Механики, с которыми живёт Гаогао-тян.

Сэйю: Юи Макино и Сино Кокидо.

## Медиа

### Манга
Манга за авторством Нодоки Синомару, выходила под лейблом Bunch Comics в журнале Monthly Comic @BUNCH издательства Shinchosha с 21 июня 2012 года по 15 февраля 2019. Состоит из 12 томов, последний вышел 9 марта 2019 года.

#### Список томов манги
| №  | Дата публикации      | ISBN                   |
| -- | -------------------- | ---------------------- |
| 1  | 8 декабря 2012 года  | ISBN 978-4-10-771688-0 |
| 2  | 7 июня 2013 года     | ISBN 978-4-10-771709-2 |
| 3  | 9 декабря 2013 года  | ISBN 978-4-10-771727-6 |
| 4  | 9 июля 2014 года     | ISBN 978-4-10-771759-7 |
| 5  | 9 декабря 2014 года  | ISBN 978-4-10-771790-0 |
| 6  | 8 августа 2015 года  | ISBN 978-4-10-771838-9 |
| 7  | 9 февраля 2016 года  | ISBN 978-4-10-771876-1 |
| 8  | 8 октября 2016 года  | ISBN 978-4-10-771925-6 |
| 9  | 7 января 2017 года   | ISBN 978-4-10-771947-8 |
| 10 | 9 ноября 2017 года   | ISBN 978-4-10-772025-2 |
| 11 | 7 сентября 2018 года | ISBN 978-4-10-772117-4 |
| 12 | 9 марта 2019 года    | ISBN 978-4-10-772167-9 |

### Аниме
В октябре 2016 года была анонсирована аниме адаптация манги в виде TV-сериала. Сериал создавался под руководством Сэйки Такуно на анимационной студии Liden Films. Сценаристом аниме выступила автор манги Нодока Синомару. Дизайн персонажей предоставила Эрико Ито. Музыку для аниме составила Юкари Хасимото. Премьерный показ сериала состоялся 9 октября 2016 года на NTV и позже 16 октября 2013 года на RNC.
Начальная тема
- «S.O.S.»

Исполняет: Weaver.
Завершающая тема
- «Sweet Darwin».

Исполняет: GOODWARP.

#### Список серий аниме
| № серии | Оригинальные названия серий Английские и русские название серий      | Трансляция в Японии  |
| ------- | -------------------------------------------------------------------- | -------------------- |
| 1       | Bukkake Udon/Буккакэ Удон «Буккакэ удон» (ぶっかけうどん)            | 9 октября 2016 года  |
| 2       | Kotoden/Котодэн «Котодэн» (ことでん)                                 | 16 октября 2016 года |
| 3       | The Red Lighthouse/Красный маяк «Ака Тё:дай» (赤灯台)                | 23 октября 2016 года |
| 4       | Yashima/Ясима «Ясима» (屋島)                                         | 30 октября 2016 года |
| 5       | Chicken on the Bone/Курочка на косточке «Хонэсукэ Тори» (骨付鳥)     | 6 ноября 2016 года   |
| 6       | Tokyo Tower/Токийская башня «Тё:кё Тава:» (東京タワー)               | 13 ноября 2016 года  |
| 7       | Ritsurin Garden/Сад Рицурин «Рицурин Кё:эн» (栗林公園)               | 20 ноября 2016 года  |
| 8       | Shoudo Island/Остров Сёдо «Сё:досима» (小豆島)                       | 27 ноября 2016 года  |
| 9       | Dried Sardines/Бульон из сардин «Ирико Даси» (いりこだし)            | 4 декабря 2016 года  |
| 10      | Reservoir/Водоём «Тамэикэ» (ため池)                                  | 11 декабря 2016 года |
| 11      | Takamatsu Festival/Фестиваль Такамицу «Такамицу Мацури» (高松まつり) | 18 декабря 2016 года |
| 12      | Kakeudon/Какэ удон «Какэ удон» (かけうどん)                          | 25 декабря 2016 года |

## Комментарии
1. ↑  Премьера сериала на NTV состоялась 8 октября 2016 года в 25:55, что эквивалентно 1:55 утра 9 октября 2016 года.
2. ↑  Все английские и русские названия серий взяты с Crunchyroll.